# Székely-motorvonat
A Székely-motorvonat dízelmechanikus motorkocsi-sorozat volt a Magyar Államvasutaknál (MÁV) a gyorsvonati szolgálatra a nem villamosított fő-és mellékvonalakon. A motorkocsi a MÁV 251.0 (ČSD M 251.0) sorozat átépítésével jött létre.

## Története
A motorkocsit 1941-ben a  Ganz készítette a  MÁV M 251,0 (CSD 250) sorozat átépítésével. Az eredeti járműből csak a kocsiszekrény a kerettel került felhasználásra. Teljesen megújították azonban a meghajtási rendszert és a futóművet.
Az átépítéssel jelentősen megnőtt a jármű teljesítménye. Ezután az engedélyezett sebessége 120 km/h lett és 1941-től gyorsvonatként közlekedett Budapest és Sepsiszentgyörgy között. Ennek a 740 km hosszú útvonalnak a megtételéhez a motorvonatnak (egy motorkocsi két mellékkocsival)  -  több közbenső megállóval - 11 óra kellett.
A második világháborút követő időktől a motorkocsi további sorsáról nem található információ. A motorvonat a II. világháború után Hargita néven ismertté vált MÁV Cbmot elődjének tekinthető.

## Műszaki leírás

### Kocsiszekrény, futómű
A motorkocsi mindkét végén vezérállást alakítottak ki, azon a végén, ahol a hajtás helyezkedett el, motorteret, mely egyben poggyásztérként is szolgált. A felszálló előtérből nyílt az utastér 46 III. osztályú ülőhellyel és a WC. A fülke futótengely felőli oldalán volt a fűtőkazán. A futómű és a forgóváz  felépítése általában megfelelt a négytengelyes Camot 315 motorkocsiénak.

### Motor
A motorkocsi erőforrását egy Ganz-Jendrassik  Jv XII 170/240 12 hengeres V elrendezésű előkamrás, két vezérműtengelyes, alul vezérelt, himbás szelepműködtetésű felülszelepelt dízelmotor képezte. A motor hengerei és leszerelhető hengerfejei ikerblokkba voltak öntve, az egy blokkba öntött könnyűfém hajtóműházra volt szerelve. A dugattyúk is könnyűfémből készültek.  A főtengely és a vezérműtengely fő és mellékcsapágyai valamit a hajtókarcsapágyak siklócsapágyak voltak. Az üzemanyagot Ganz-Jendrassik-féle adagolószivattyú szolgáltatta, mely hengersoronként, és amely egybe volt öntve a hozzá tartozó hengerekkel. A hengerfejbe szerelt porlasztók juttatták be az üzemanyagot a hengerekbe. A motor rendelkezett hidegindítóval.A motor kenése fogaskerék szivattyús egykörös kenés volt előkenéssel. A motor két darab Ganz rendszerű elektromos indítóberendezéssel rendelkezett. A mechanikus erőátvitel elektropneumatikus vezérlésű automata működésű volt, elsőként a MÁV által építtetett motorkocsik között.

## Fordítás
- Ez a szócikk részben vagy egészben  a   Szekely-Triebwagenzug című német Wikipédia-szócikk fordításán alapul.  Az eredeti cikk szerkesztőit annak laptörténete sorolja fel. Ez a jelzés csupán a megfogalmazás eredetét és a szerzői jogokat jelzi, nem szolgál a cikkben szereplő információk forrásmegjelöléseként.